# Shanks Group
De Shanks Group was een Engels afvalverwerkingsbedrijf dat na de fusie met Van Gansewinkel als combinatie verder gaat onder de naam Renewi. Het bedrijf werd opgericht in 1880. Shanks was actief in het Verenigd Koninkrijk, Nederland, België, en Canada en het hoofdkwartier was gevestigd te Milton Keynes. De aandelen werden vanaf februari 1988 op de beurs verhandeld. Het had een gebroken boekjaar dat eindigde per 31 maart.

## Activiteiten
Het bedrijf werd in 1880 opgericht door Guy Shanks en Andrew McEwan als bouwbedrijf onder de naam Shanks & McEwan, voornamelijk opererend in het westen van Schotland. Het bedrijf verwierf in 1988 het Londense Brick Landfill en daarmee een enorme stortplaats ten noorden van Londen. Midden jaren 90 verkocht het bedrijf het bouwaandeel om zich te richten op afvalverwerking. In 1998 werden vier Belgische afvalverwerkende bedrijven overgenomen waarna in 1999 de naam werd veranderd in Shanks Group. In 2000 werd Waste Management Nederland B.V. overgenomen, in 2006 Smink Beheer B.V., in 2016 ging het bedrijf een fusie aan met Van Gansewinkel Groep BV waarna het in 2017 doorging onder de naam Renewi.

### Fusie
In juli 2016 bereikte het bedrijf een voorlopig akkoord met de eigenaren van Van Gansewinkel over een overname. Uit de voorwaarden bleek een waardering van Van Gansewinkel van ongeveer € 440 miljoen. Shanks betaalde een deel in geld en de rest in eigen aandelen waarbij de verkoper een aandeelbelang van 29% in de nieuwe combinatie heeft gekregen. Door de overname verdubbelde de omvang van Shanks Group. Op 15 februari 2017 keurde de Autoriteit Consument en Markt de overname goed. Korte tijd later werd de fusie afgerond en de twee gaan samen verder onder de nieuwe naam Renewi.